# Thunder in Paradise
Thunder in Paradise (oft mit dem Untertitel: Heiße Fälle, coole Drinks) ist eine Fernsehserie, die von den Baywatch-Produzenten Douglas Schwartz und Michael Berk produziert wurde. Die Serie hatte nur eine Staffel.

## Handlung
Die ehemaligen Navy SEALs Randolph J. „Hurricane“ Spencer und Martin „Bru“ Brubaker entwickeln ein futuristisches Schnellboot namens Thunder für die United States Navy. Das Militär entscheidet sich jedoch für das Boot der Konkurrenz; daraufhin entschließen die beiden, das Boot selbst zur Jagd auf Verbrecher und Terroristen zu nutzen. Das Boot namens "Thunder" befindet sich noch in der Entwicklung, weswegen die Technik und Funktionen öfter mal nicht funktionieren.

## Thunder
Thunder basiert auf einem Speedboat. Es ist kugelsicher und hat ein ausfahrbares Verdeck. Im Inneren verbirgt sich eine komplette Kommandobasis. Weiterhin gibt es einen Jetski an Bord. Durch eine Unterwasser-Schleuse kann sich die Crew unbemerkt von Bord schleichen. Als Bewaffnung gibt es eine Gatling-Maschinenkanone, sechs Lenkraketen und einen Laser. Als Verteidigungsmaßnahmen gibt es einen Schutzschild vor Beschuss, Radar und einen High-Speed-Modus.

## Hintergrund
- Der Hauptdarsteller Hulk Hogan war amerikanischer Profi-Wrestler. In der Serie tauchen oftmals andere Wrestler und Wrestling-Manager in Gastauftritten auf, wie Sting, Giant González, Tank Abbott, Jim Neidhart oder Jimmy Hart.
- Die letzte Folge Blaues Auge ist zeitlich vor dem Pilotfilm Das ungleiche Paar angesiedelt. Die gesamte Technik von Thunder steckt noch in den Kinderschuhen und viele Bordsysteme funktionieren nicht immer. Ebenso erkennt man, dass das Boot selbst in der letzten Folge anders aussieht als in den vorherigen. In der Folge fehlt auch Ashley Gorrell, welche die Rolle der Jessica Spencer, Spencers Adoptivtochter, spielt. Am Ende der Folge taucht Jessica zwar auf, jedoch von Robin Weisman gespielt, die die Jessica auch im Pilotfilm verkörpert.